# Ошибки человеческого тела
«Ошибки человеческого тела» (англ. Errors of the Human Body) — психологический триллер режиссёра Эрон Шиан.

## Сюжет
Доктор Джеффри Бёртон (Майкл Эклунд) — гениальный учёный-генетик из США. Его приглашают в Дрезден, для работы в научно-исследовательской лаборатории, где Бёртон собирается продолжить свои исследования в области регенерации клеток. Там же Джефф влюбляется в Ребекку Филдер (Каролина Херфурт), которая когда-то была его интерном. Теперь он соперничает с доктором Новаком (Томас ЛеМаркус), который успешно проводит такие же исследования, что и Джефф, и которому также нравится Ребекка. Однако, у Джеффа есть и другие проблемы, всё чаще его преследуют призраки прошлого и воспоминания о сыне, который умер от смертельного вируса, созданного Бёртоном.

## В ролях
- Майкл Эклунд — доктор Джеффри Бёртон
- Каролина Херфурт — Ребекка Фидлер
- Томас ЛеМаркус — Джарек Новак
- Иван Гонсалес — Мигель

## Награды
Исполнитель главной роли, Майкл Эклунд, получил две награды - премию Лео и Next Wave Award